# Bramlage Coliseum
Bramlage Coliseum est une salle de sports située sur le campus de l'Université d'État du Kansas à Manhattan, KS et accueille principalement les matchs des équipes masculines et féminines de basket-ball : les Kansas State Wildcats.

## Histoire
La salle a été inaugurée le 21 octobre 1988 afin de remplacer l'ancien Ahearn Field House et sa capacité est de 12,528 places assises.
L'enceinte peut aussi servir de salle de concert et a déjà accueilli les artistes suivants : AC/DC, Destiny's Child, BB King, Bob Dylan et Van Halen.